# Jedi Mind Tricks
Pour les articles homonymes, voir JMT.
Jedi Mind Tricks (parfois abrégé JMT) est un groupe américain de rap, composé du rappeur Vinnie Paz originaire de Philadelphie, en Pennsylvanie, et de Jus Allah originaire de Camden (New Jersey). Le groupe est formé par deux amis d'enfance, Vinnie Paz (Vincenzo Luvineri) et l'ancien producteur et disc-jockey Stoupe the Enemy of Mankind (en) (Kevin Baldwin). En 1999, le rappeur originaire du New Jersey Jus Allah (James Bostick) se joint au groupe pour enregistrer le second album Violent by Design, mais quitte peu après pour des raisons inexpliquées. En septembre 2011, Vinnie Paz annonce officiellement le départ de Stoupe the Enemy of Mankind du groupe.
JMT a fait de nombreuses collaborations aux côtés de MC régionaux et anciens du rap tels que GZA, Kool G Rap, 7L & Esoteric (en), Sean Price, Ras Kass, Canibus, Percee P (en), Killah Priest, Immortal Technique, Virtuoso, Louis Logic (en), R.A. the Rugged Man, Tragedy Khadafi et Ill Bill. Le groupe a vendu plus de 250 000 albums aux États-Unis, et 450 000 albums dans le monde entier.

## Biographie

### Débuts
Le groupe débute avec un premier EP, Amber Probe EP, en 1996, dont la face B sera reprise dans leur premier LP, The Psycho-Social, Chemical, Biological & Electro-Magnetic Manipulation of Human Consciousness, paru un an après. Dans ces disques, Vinnie Paz apparaît sous le nom d'Ikon the Verbal Hologram. Ce disque marque les débuts en studio du groupe de rap Lost Children of Babylon et du rappeur Apathy du groupe Demigodz. Toutefois, Lost Children of Babylon s'éloigne rapidement de JMT. Quelques années plus tard, Paz a l'idée d'un supergroupe regroupant plusieurs rappeurs underground de la côte est des États-Unis, Army of the Pharaohs. En 1998, sort The Five Perfect Exertions EP, premier résultat de cette collaboration entre Chief Kamachi, Virtuoso, 7L & Esoteric, Bahamadia et Vinnie Paz lui-même. Cet EP sera plus tard remixé dans le second album de JMT, Violent by Design, paru en 2000.
Pour des raisons inconnues, les couplets de Kamachi ne figurent pas dans le disque. L'album, originellement intitulé Polymatrix: Reincarnation of the Hologramic Christ, est considéré[Par qui ?] comme le meilleur de JMT. Vinnie Paz devient beaucoup plus agressif[pas clair][réf. nécessaire]. Ce disque marque aussi les débuts de Jus Allah, un ami des membres de JMT. Il est en effet présent dans toutes les chansons de l'album qui ne sont pas celles de l'AotP, en tant que troisième membre non officiel du groupe. La liste des invités de cet album est aussi leur plus longue, avec Mr. Lif, Planetary d'OuterSpace, Louis Logic, Diamondback, El Fudge, B.A. Barakus, J-Treds, Killa Sha et Tragedy Khadafi. On y trouve aussi deux conversation téléphoniques avec Mr. Len (en), servant d'interludes. C'est pendant la période d'enregistrement de Violent by Design que Vinnie Paz choisit ce nom de scène, en référence au boxeur du même nom, abandonnant ainsi son ancien nom d'Ikon the Verbal Hologram. Ce changement est justifié par la volonté de Paz d'éviter toute confusion avec un autre rappeur underground de Philadelphie, Icon the Mic King. C'est dans les mêmes années qu'il se convertit à l'Islam.

### Départ et retour de Jus Allah
En 2000, JMT abandonne son propre label, Superegular, pour signer chez Babygrande Records, provoquant le départ de Jus Allah. Peu de temps après, celui-ci se montre très agressif envers ses deux anciens amis dans une interview, et signe sur le label de Virtuoso, Omnipotent Records. Cela provoque un froid entre JMT et Jus Allah qui dure trois ans, ainsi que l'éloignement de Virtuoso de JMT et de l'AotP pour son soutien à Jus, entre autres raisons. En 2003 sort le troisième album de JMT, Visions of Gandhi. Stoupe (en), qui dispose maintenant d'un studio professionnel, fait preuve de plus de variété dans ses productions. La notoriété du groupe continue de prendre de l'ampleur. Un an plus tard, JMT sort son quatrième album, Legacy of Blood, essayant de trouver un équilibre entre leurs deux précédents albums. Vinnie Paz parle aussi de choses plus personnelles.
En février 2005, Babygrande annonce que Jus Allah s'est réconcilié avec JMT et rejoint le label où il sort son premier album, All Fates Have Changed en mai de la même année. Néanmoins, peu de temps après la sortie de ce LP, Jus se dispute avec Chuck Wilson, le président du label, et le quitte. Il refuse alors toute nouvelle collaboration avec JMT. En mars 2006, Army of the Pharaohs sort son premier album, The Torture Papers. Le groupe n'a alors plus grand chose du groupe d'origine : Bahamadia et Virtuoso sont partis et Apathy, Celph Titled, Planetary & Crypt the Warchild d'OuterSpace, King Syze, Faez One, Reef the Lost Cauze et Des Devious rejoignent le groupe. Le cinquième album de JMT, Servants in Heaven, Kings in Hell, sort le 19 septembre 2006. La date de sortie coïncide avec le début de la tournée promotionnelle qui commence à Times Square, New York. Le groupe est bien accueilli par les critiques, ce qui n'était pas le cas de ses deux précédents albums qui avaient reçu des avis mitigés. Une bonne partie de cette bonne critique est due à la diversité musicale et textuelle, qui manquaient dans Visions of Gandhi et Legacy of Blood. L'album contient le single Heavy Metal Kings avec Ill Bill, plusieurs collaborations avec Shara Worden et la chanson Uncommon Valor: A Vietnam Story avec R.A. the Rugged Man, où ce dernier raconte l'histoire de son père pendant la guerre du Viêt Nam. Après l'enregistrement de Ritual of Battle en 2007, les rumeurs sur le retour de Jus Allah se concrétisent : ce dernier participe en 2008 à l'album A History of Violence.

### Départ et retour de Stoupe
Le 13 septembre 2011, Vinnie Paz annonce sur Facebook, ainsi que sur le site de Jedi Mind Tricks, que Stoupe the Enemy of Mankind (en) quitte le groupe et qu'il ne sera pas le producteur du nouvel album prévu pour le 25 octobre 2011, Violence Begets Violence. Paz déclare que Stoupe aurait perdu sa passion pour le hip-hop et qu'il souhaite se consacrer à d'autres projets musicaux et artistiques. La consternation se fait sentir chez les fans mais le leader du groupe affirme que l'album restera conforme à leurs attentes.
Stoupe the Enemy of Mankind (en) revient en 2014 pour produire l'album The Thief and the Fallen sortie en 2015, ainsi que les albums suivants. 

## Discographie

### Albums studio
- 1997 : The Psycho-Social, Chemical, Biological & Electro-Magnetic Manipulation of Human Consciousness (Superegular Records – réédité en 2003 sur Babygrande Records)
- 2000 : Violent by Design (Superegular Records – réédité en 2004 sur Babygrande Records)
- 2003 : Visions of Gandhi (Babygrande Records)
- 2004 : Legacy of Blood (Babygrande Records)
- 2006 : Servants in Heaven, Kings in Hell (Babygrande Records)
- 2008 : A History of Violence (Babygrande Records)
- 2011 : Violence Begets Violence (Enemy Soil)
- 2015 : The Thief and the Fallen (Enemy Soil)
- 2018 : The Bridge and the Abyss (Enemy Soil)
- 2021 : The Funeral and the Raven (Iron tusk)

### EP et singles
- 1996 : Amber Probe EP (Superegular Records)
- 1999 : Heavenly Divine (Superegular Records)
- 2000 : Raw is War (Vinnie Paz) (Direct Records)
- 2000 : Genghis Khan (featuring Tragedy Khadafi) (Superegular Records)
- 2001 : Retaliation/Retaliation (Remix) (Superegular Records)
- 2003 : Animal Rap (Babygrande Records)
- 2003 : Kublai Khan (featuring Goretex & Tragedy Khadafi) (Babygrande Records)
- 2004 : Rise of the Machines (featuring Ras Kass) (Babygrande Records)
- 2004 : Before the Great Collapse (Babygrande Records)
- 2005 : The Age of Sacred Terror (Babygrande Records)
- 2006 : Heavy Metal Kings (featuring Ill Bill) (Babygrande Records)

## Formation

### Membres actuels
- Vinnie Paz – chant (1996–présent)
- Stoupe the Enemy of Mankind (en) (Kevin Baldwin) – DJ (1996–2011, 2014–présent)
- DJ Kwestion (Dave Klein) – DJ (1997–présent)

### Anciens membres
- Jus Allah (James Bostick) – chant (1998–2001, 2006–2013)
- DJ Drew Dollars – DJ (1996–1997)

### Ancien membre
- Stoupe the Enemy of Mankind (en) (Kevin Baldwin)